# NBA Live 2002
NBA Live 2002 est un jeu vidéo de basket-ball sorti en 2001 et fonctionne sur PlayStation, PlayStation 2, Xbox et PC. Le jeu a été développé par EA Sports, puis édité par Electronic Arts.